# Легенда о Живогрызе
«Легенда о Живогрызе» (англ. The Legend of the Gobblewonker) — 2 серия 1 сезона американского мультсериала «Гравити Фолз».

## Сюжет
Во время завтрака в «Хижине чудес» с Мэйбл, Диппер натыкается на конкурс фотографий монстров с призом в тысячу долларов. Стэн прерывает пару, чтобы объявить «день семейного веселья», убеждая близнецов потусоваться с ним. Однако Диппер и Мэйбл встревожены, когда Стэн рассказывает о своём намерении отправиться всей семьёй на рыбалку. На озере появляется Старик МакГакет и утверждает, что видел «Живогрыза Гравити Фолз» — монстра, который живёт на острове Скаттлбутт в озере.
Хотя жители города, в том числе сын МакГакета, не доверяют заявлениям МакГакета и высмеивают его, Диппер хочет получить фотографию Живогрыза, чтобы они с Мэйбл могли выиграть конкурс и разделить приз. Мэйбл соглашается, желая приобрести гигантский мяч для хомяка. Близнецы покидают Стэна и отправляются на остров Скаттлбатт в сопровождении Зуса.
Диппер берёт с собой 17 камер, чтобы убедиться, что они получили снимок Живогрыза, но количество камер быстро сокращается из-за небрежности команды. Прибыв на остров Скаттлбутт, они приближаются к чудовищному силуэту только для того, чтобы обнаружить разбитый корабль, пожираемый колонией бобров. Однако затем появляется настоящий Живогрыз и преследует группу. Им удаётся сбежать в пещеру, потеряв при этом ещё больше своих камер. Дипперу удаётся сфотографировать монстра с помощью своей последней камеры. Затем «Живогрыз» выходит из строя, и становится понятно, что это робот, управляемый МакГакетом. МакГакет объясняет, что он создал робота, чтобы привлечь внимание, так как ему не хватает времени на общение с сыном. Тем временем Стэн раздражён тем, что близнецы бросили его. Он безуспешно пытается познакомиться с новыми компаньонами вокруг озера, но вместо этого получает отказ, что приводит его в отчаяние.
Близнецы чувствуют себя виноватыми из-за того, что оставили Стэна одного, и присоединяются к нему на рыбалке. Они используют свой последний ролик плёнки, чтобы записать своё путешествие на рыбалку до конца дня.

## Производство и вещание
Серия была написана создателем сериала Алексом Хиршем и сценаристом Майклом Риандой. Режиссёром фильма выступил Джон Аошима. Премьера эпизода состоялась 29 июня 2012 года на канале Disney Channel в США. В ночь премьеры этот эпизод посмотрели 3,136 миллиона зрителей. В России эту серию показали 3 января 2013 года, раньше, чем первый эпизод.

## Отзывы критиков
Обозреватель развлекательного веб-сайта The A.V. Club Аласдер Уилкинс поставил эпизоду оценку «B+», отметив, что «в эпизоде гораздо лучше проработаны характеры Стэна и Зуса». Он пишет следующее: «Сюжет, где Стэн ворчливо справляется с тем, что близнецы бросили его, и терпит поразительную неудачу в обретении новых друзей, — лучший тому пример. Но именно открытие того, что предыдущая попытка Дяди Стэна наладить отношения с детьми — низкопробная фальшивомонетническая операция, привела к тому, что все трое оказались в тюрьме, доказывает, что этот персонаж достоин внимания. Эту шутку он назвал неожиданной; а финальную шутку перед заставкой, в которой близнецы радуются тому, что им завязали глаза и отвезли в неизвестное место, также является удивительной по его мнению». Также критик отметил более взрослую целевую аудиторию, чем у мультсериала «Финес и Ферб», отчасти потому, что каждый эпизод представляет собой полноценную 22-минутную историю, тем самым, сериал ближе к подростковой версии сетевой анимационной комедии.